# 中国驻巴塔总领事列表
本列表为中国驻赤道几内亚巴塔总领事馆历任总领事名录。

## 历任中国驻巴塔总领事

### 中华人民共和国驻巴塔总领事（2013年－2024年）
2013年5月13日，中华人民共和国与赤道几内亚政府达成在巴塔设立总领事馆的协议。2014年6月25日，驻巴塔总领事馆正式开馆。2024年10月30日，驻巴塔总领事馆暂时闭馆。
| 姓名   | 任命 | 到任          | 递交任命书    | 免职 | 离任       | 领事职务 | 备注 | 备注 |
| ------ | ---- | ------------- | ------------- | ---- | ---------- | -------- | ---- | ---- |
| 顾稼丰 |      | 2013年10月    |               |      | 2018年1月  | 总领事   |      |      |
| 徐庄声 |      | 2018年3月     |               |      | 2022年12月 | 总领事   |      |      |
| 陈泳   |      | 2023年1月18日 | 2023年1月31日 |      | 2024年10月 | 总领事   |      |      |